# Campello sul Clitunno
Pour les articles homonymes, voir Campello.
Campello sul Clitunno est une commune italienne d'environ 2 500 habitants située dans la province de Pérouse, dans la région Ombrie, en Italie centrale.

## Administration
| Période                                  | Période  | Identité       | Étiquette       | Qualité |
| ---------------------------------------- | -------- | -------------- | --------------- | ------- |
| 14 juin 2004                             | En cours | Paolo Pacifici | Centro-Sinistra |         |
| Les données manquantes sont à compléter. |          |                |                 |         |

### Hameaux
Acera, Agliano, Bianca, Campello Alto, Castello, Fontanelle, Lenano, Pettino, Pissignano, Spina Nuova, Villa.

### Communes limitrophes
Cerreto di Spoleto, Sellano, Spolète, Trevi, Vallo di Nera.

### Évolution démographique
Habitants recensés

## Jumelages
- San Giorgio Canavese (Italie) ;
- Parigné (France).